# Цес
Цес (рос. Цэс) — селище у складі Верхньобуреїнського району Хабаровського краю, Росія. Входить до складу Чегдоминського міського поселення.
Стара назва — ЦЕС.

## Населення
Населення — 983 особи (2010; 1257 у 2002).
Національний склад (станом на 2002 рік):
- росіяни — 88 %